# Crowne Plaza (Минск)
Crowne Plaza — пятизвёздочная гостиница, занимающая историческое здание середины XX века в Минске, памятник архитектуры.

## История
Здание гостиницы «Белорусь» построено в 1938 году архитектором А. П. Воиновым. В годы Великой Отечественной войны гостиница сгорела, в 1947 году восстановлена по проекту автора.
В 1978 году было реконструировано под размещение ресторана крыло, выходящее на улицу Кирова.
В 1987 году гостиница переименована в «Свислочь». После реконструкции в 2008 году гостиница вошла в сеть Crowne Plaza. При реконструкции были осуществлены пристройки со стороны двора.
22 ноября 2023 года гостиница была закрыта на неопределенный срок.

## Архитектура
Здание возведено в стиле сталинского неоклассицизма. Здание имеет шестиэтажный полукруглый объём в центре, к которому примыкают боковые пятиэтажные крылья. Скруглённая часть оформлена крупными колоннами без капителей, поддерживающими аттиковый этаж, которые венчает купол со шпилем. На угловых частях здания размещены балконы. Внутренняя планировка здания коридорная, с помещениями по обе стороны. Главное фойе овальной формы размещено по центру здания, над ним находятся холлы. На первом этаже размещены административные, бытовые помещения гостиницы, а также магазины и ресторан.